# Castell de Sureda
El Castell de Sureda és un castell medieval d'estil romànic del segle xi situat en el poble de Sureda, a la comarca del Rosselló, a la Catalunya Nord.
Està situat en el punt més alt del turonet on es troba el nucli vell del poble, al costat de l'església parroquial de Sant Aciscle i Santa Victòria, a la plaça del poble. Tancava pel costat de sud-est el recinte de la Vila fortificada de Sureda.

## Història
El 9 d'octubre del 898 se cita Sureda en una donació a l'església d'Elna de dues vinyes in locum Sunvereta. A partir d'aquest moment Sureda és àmpliament documentat. Pertanyia a la senyoria de Sureda, però amb la fi de l'Antic règim el castell fou partit en diverses propietats i venut a amos diversos, com encara continua avui dia.

## Les restes del castell
Els vestigis d'aquest antic castell són situades al centre del poble, al costat de l'església parroquial, al nord de la Plaça de la República. Se tracta d'un espai quadrangular amb un recinte i un pati central. Els Senyors de Sureda hi havien instal·lat un molí d'oli al segle xv, el qual està encara visible en part. Del castell pròpiament dit, en queden pocs vestigis.